# VG1-5半自動步槍
Volkssturmgewehr 1-5（人民突击步枪）是由纳粹德国在二战末期研制的步枪，共有五种不同型號。他们的设计非常简单，有些还是衍生自毛瑟Kar98k步槍，但由於纳粹德国在二戰末期的情形，品質遠不如战争初期。

## 名字來源
不少人對Volkssturm-Gewehr 1-5、Versuchs-Gerät 1-5、Gustloff和Gustloff Geräts 507等一干名字感到困惑，他們認為VG1-5指的是一种特别的步枪。但此系列武器其實皆是古斯塔夫（Gustloff）设计、使用7.92×33mm Kurz弹药的半自动步枪。他们的名稱之所以相同，是因为他们是在同一个计划里研製的。

## 简单武器计划
1944年末，纳粹德国的优势已经消失得无影无踪。在与苏联交战时，他们消耗了許多人力物力。在此時，纳粹德国高層的一条对策是武装人民冲锋队，一支德国的民兵部队（虽然是民兵，但也能做到机械化），當時他们急需大量武器，但是枪的生产却跟不上。為此，德国政府批准了简单武器计划（Primitiv-Waffen-Programm）。該計畫的目的是要研製像斯登衝鋒槍一样简单的枪械，其後几家公司设计出样枪，每一種原型都很粗糙，但是這些枪的综合性能沒有大的退步。這些樣槍包括：瓦爾特（Walther）的Volkssturmgewehr VG 1、斯普文科（Spreewerk）的VG 2、莱茵金属公司（Rheinmetall）的VG 3、毛瑟（Mauser）的VG 4、以及斯太尔（Steyr）的VG 5（又名VK98）。上述的武器皆為手動槍機的步枪，而且有的是Kar98k的衍生型。
由别的公司研製的另一些样枪（如最著名的古斯塔夫（Gustloff）制Volkssturmgewehr），与上述的样枪不同，这种样枪是一把以气体延迟的自由枪机式運作的半自动步枪。在战争末期的德国，由于各地区间的联系已经中断，工厂无法进行有组织的生产，最后还是在地方官员的命令下，各地的军火生产商才开始进行生产。Volkssturmgewehr的总产量一直没有确切的数字，而时至今日实际存留的此种枪械也相当少。

## VG 1、2、5
VG 1步枪是一种手动操作的栓式步枪，使用一种简化的转拴式枪机。枪栓上類似於毛瑟的两个對稱凸榫鎖入槍膛閉鎖。粗糙的手柄锁入冲压制造的机匣内，作為第三個保險榫。此枪由G43弹匣供弹。手动保险十分粗糙，由固定在扳机后的保险杠構成。当保险关闭时，保险杠挡在扳机後，扳機不能運動。枪托不再像以往一樣精緻，僅用木條粗製，也不施漆上油。照門不能調節，以戰鬥歸零距離瞄準。它由今日在捷克共和国内的Zbrojovka Brno枪厂制造。
VG 2步枪也是一种栓式步枪，由简单的转拴式枪机以及粗糙的手动保险構成。依然採用雙凸榫閉鎖，但突耳锁进嵌入冲压机匣的槍管結套。VG 2步枪用G.43步枪的可拆卸弹匣供弹。枪托是用木材粗略制成，包括两个分离的部分：前护木及肩托，一如現代大多數霰彈槍。枪托被永久的固定在机匣上。 不可调整的标尺只做近距离射击，并在100米（110 yd）处归零。
相比之下，VG 5步枪（VK98步枪）更加简单：VG 5使用毛瑟K98K式的旋转栓式枪机，但没有弹匣，所以每一发弹药都要手动装进机匣，是一种单发步枪。表尺焊在枪上，不可调整。

## 古斯塔夫人民步枪（Gustloff Volkssturmgewehr）

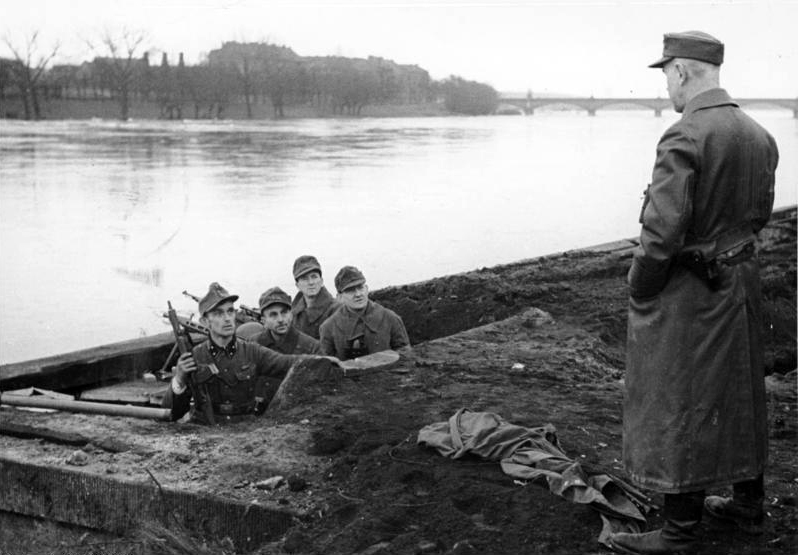
國民突擊隊队员在奧得河边的军营，左边的士兵带着一把古斯塔夫人民步枪。（1945年摄）

古斯塔夫人民步枪由Karl Barnitzke为古斯塔夫武器公司（Gustloff-Werke）设计，以参加纳粹德国的简单武器计划。在1944年，这种枪被人民冲锋队采用。古斯塔夫步枪从1945年1月开始，直到德國戰敗为止，期间大约造了10,000 支。
这一武器采用了与StG44突击步枪相同的7.92×33mm Kurz中间型威力枪弹与可拆卸的30发弹匣，并采用基于Barnitzke系统的气体延迟反冲技术，即凭借槍膛頭四个开口放出的气体，延緩子弹射出后的后座速度，使得槍機組能在膛壓降低到安全值後方才退殼。这一原理在黑克勒-科赫生产的P7手枪中应用得最为成功。
古斯塔夫人民步枪的构造类似于半自动手枪，它有一套筒以及弹簧围绕着枪管，整个套筒在退壳时向后运动。枪膛后面的部分——枪机、枪机的击针和拋殼鉤都被固定在套筒的后方。槍尾部為防塵蓋，不承担后坐力，而是击锤工作的区域，阻铁和扳机也包括在內。另外有一小批VG 1-5可以全自动射擊。

## BD 1-5
BD 1-5自动装填步枪是古斯塔夫人民步枪的现代重制版，由位于庫爾姆巴赫（Kulmbach）HZA Kulmbach GmbH制造。

## 流行文化

### 電子遊戲
- 2021年—《應徵入伍》